# Oleanderpijlstaart
De oleanderpijlstaart (Daphnis nerii) is een vlinder uit de familie van de pijlstaarten (Sphingidae).

## Kenmerken
De grote oleanderpijlstaart heeft een spanwijdte van 8 tot 12 centimeter. Hij valt op door zijn groene en roze strepen en vlekken, hier en daar een paarse. 

## Verspreiding en leefgebied
De soort komt voor in bijna heel Afrika en het zuidoostelijke deel van Azië. Soms wordt de mooie vlinder als trekvlinder in Europa waargenomen.

## Rups en waardplanten
De tot 10 centimeter lange rups is groen, bruin, geelbruin, geel of lichtblauw met een witte streep over het lichaam en een geel slaphangend stekeltje. Op zijn 'nek' zit een witte oogvlek, met een zwarte en een blauwe rand. Hij leeft van oleander (Nerium) en maagdenpalm (Vinca).
De oranjebruine cocon is lang en slank, met een zwarte 'scheiding' tussen de vleugeldelen. Op zijn zijkant heeft hij zwarte vlekken.

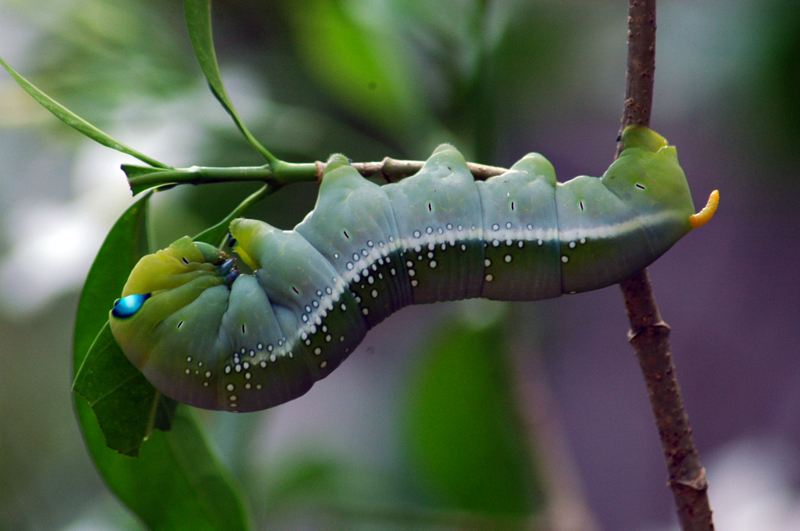
rups
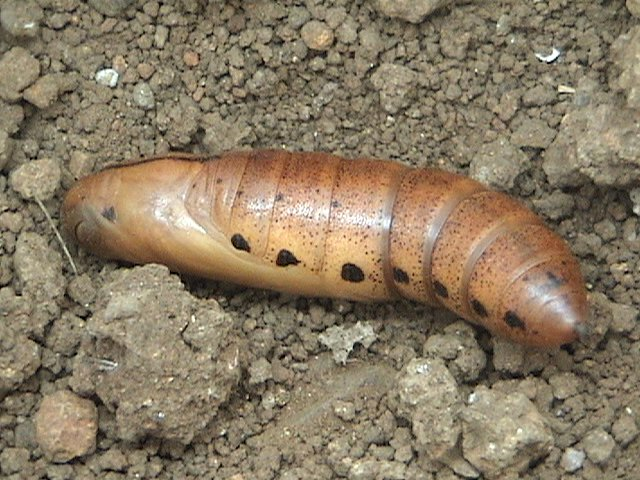
pop
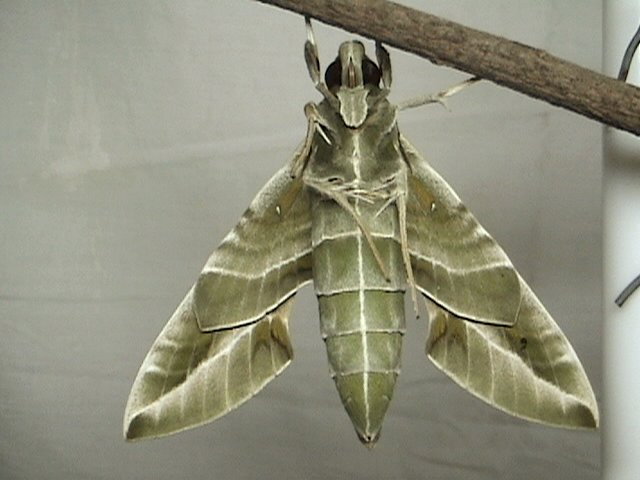
imago, onderzijde